# Grigori Fedotov
Grigori Ivanovitch Fedotov (en russe : Григорий Иванович Федотов) est un joueur et entraîneur de football russe né le 29 mars 1916 à Noguinsk dans l'Empire russe et décédé le 8 décembre 1957 à Moscou.
Un ancien stade moscovite ouvert en 1961, désormais détruit depuis 2007, portait son nom, le Stade Grigori-Fedotov.

## Biographie

### Joueur
Fedotov a joué dans sa carrière pour le Metallourg Moscou et le CSKA Moscou, et fut le premier joueur a inscrire 100 buts dans le championnat d'URSS de football. 
Il existe le club Grigori Fedotov, réservé aux joueurs soviétiques et russes ayant inscrit plus de 100 buts dans leur carrière dans le championnat soviétique. Fedotov a inscrit 124 buts pour le CSKA, record du club à ce jour.

### Entraîneur
Après sa retraite, Fedotov travaille comme entraîneur-assistant au CSKA Moscou de 1950 jusqu'à sa mort en 1957. En 1975, il est décoré de l'ordre du Drapeau rouge du travail.

## Statistiques
| Saison                | Club                  | Championnat           | Championnat | Championnat | Coupe(s) nationale(s) | Coupe(s) nationale(s) | Total | Total |
| Saison                | Club                  | Division              | M.          | B.          | M.                    | B.                    | M.    | B.    |
| 1936                  | Serp i Molot Moscou   | D2                    | 5           | 4           | -                     | -                     | 5     | 4     |
| 1937                  | Metallourg Moscou     | D1                    | 8           | 5           | -                     | -                     | 8     | 5     |
| Sous-total            | Sous-total            | Sous-total            | 13          | 9           | -                     | -                     | 13    | 9     |
| 1938                  | CDKA Moscou           | D1                    | 23          | 20          | -                     | -                     | 23    | 20    |
| 1939                  | CDKA Moscou           | D1                    | 26          | 21          | 4                     | 5                     | 30    | 26    |
| 1940                  | CDKA Moscou           | D1                    | 21          | 22          | -                     | -                     | 21    | 22    |
| 1941                  | Krasnoï Armi Moscou   | D1                    | 3           | 2           | -                     | -                     | 3     | 2     |
| 1943                  | CDKA Moscou           | -                     | 9           | 10          | -                     | -                     | 9     | 10    |
| 1944                  | CDKA Moscou           | -                     | 9           | 13          | 3                     | 2                     | 12    | 15    |
| 1945                  | CDKA Moscou           | D1                    | 16          | 13          | 2                     | 0                     | 18    | 13    |
| 1946                  | CDKA Moscou           | D1                    | 13          | 12          | -                     | -                     | 13    | 12    |
| 1947                  | CDKA Moscou           | D1                    | 12          | 7           | 1                     | 1                     | 13    | 8     |
| 1948                  | CDKA Moscou           | D1                    | 17          | 13          | 5                     | 0                     | 22    | 13    |
| 1949                  | CDKA Moscou           | D1                    | 29          | 18          | 3                     | 2                     | 32    | 20    |
| Sous-total            | Sous-total            | Sous-total            | 178         | 151         | 18                    | 10                    | 196   | 161   |
| Total sur la carrière | Total sur la carrière | Total sur la carrière | 191         | 160         | 18                    | 10                    | 209   | 170   |

## Palmarès
CDKA Moscou
- Champion d'Union soviétique en 1946, 1947 et 1948.
- Vainqueur de la Coupe d'Union soviétique en 1945 et 1948.

## Vie personnelle
Il est le père du joueur Vladimir Fedotov.